# ريكاردو غوميز بيريز
ريكاردو غوميز بيريز (بالإسبانية: Ricardo Gómez Pérez) هو مصور فنزويلي، ولد في 27 مايو 1952.